# Varanops
Varanops — вимерлий рід ранньопермських синапсидів варанопідів, відомих у Техасі та Оклахомі в США. Вперше він був названий Семюелем Уенделлом Віллістоном у 1911 році як другий вид варанозаврів, Varanosaurus brevirostris. У 1914 році Семюел В. Віллістон перевів його в власний рід і типовим видом є Varanops brevirostris.

## Опис

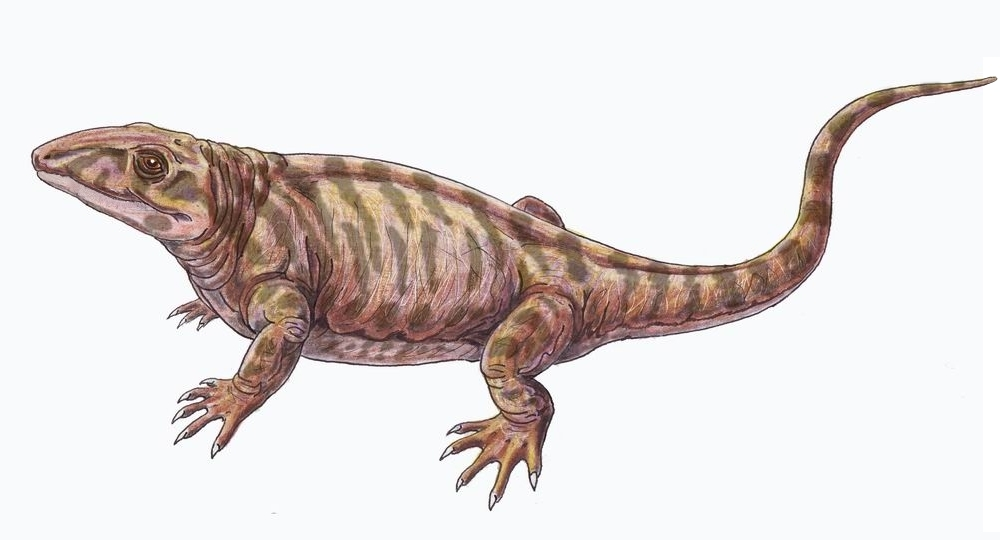
Реконструкція

Варанопс був великим пелікозавром, розміром приблизно з сучасних варанів. Він мав довжину близько 1.2 м і мав великі кінцівки та гострі, загнуті назад зуби. Це був один із багатьох спритних, ненажерливих хижаків серед пелікозаврів. Попри те, що варанопс був великим для свого часу, він був дуже маленьким порівняно з динозаврами, які з'явилися значно пізніше.

## Класифікація
Варанопс (Varanops) — типовий рід родини Varanopidae. Кладистичний аналіз, проведений Ніколасом Е. Кампіоне та Робертом Р. Райсом у 2010 році, показує, що Varanops є похідним Varanodontinae, сестринським таксоном клади, утвореної Varanodon і Watongia.